# 布鲁斯半岛国家公园
布鲁斯半岛国家公园（Bruce Peninsula National Park），为加拿大安大略省的一个国家公园，位于休伦湖畔的布鲁斯半岛。布鲁斯半岛国家公园成立于1987年，总面积154 km²。
该公园提供野营、赏鸟等户外活动。此外，还可观赏日落、日出，观看黑熊等野生动物。